# یویچی دوی
یویچی دوی (به انگلیسی: Yoichi Doi) بازیکن فوتبال اهل ژاپن و عضو تیم ملی فوتبال ژاپن است که در تاریخ ۰۷ فوریه ۲۰۰۴ میلادی اولین بازی ملی‌اش را انجام داد. او در ۴ بازی ملی حضور داشت و آخرین بازی ملی خود را در تاریخ ۸ اکتبر ۲۰۰۵ میلادی انجام داد. یویچی دوی در بازی‌های ملی‌اش
گلی به ثمر نرساند.